# Arinie

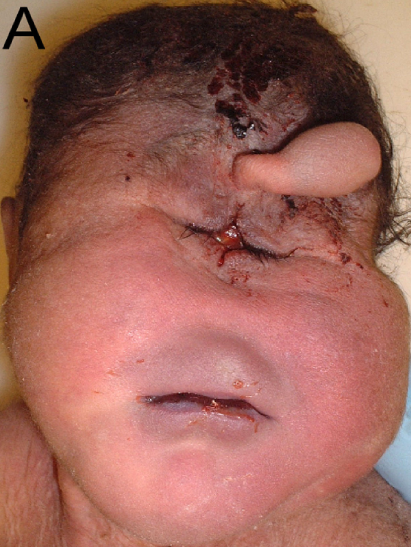
Arinia în sindromul Patau. Ciclopia (un singur ochi median) este asociată cu o arinie (absenţa nasului) şi cu o formaţiune proboscidiană deasupra ochiului.

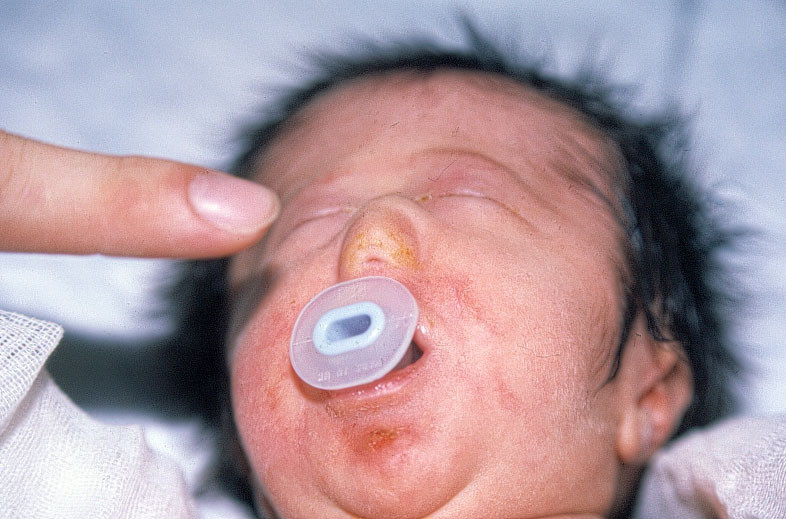
Nou-născut cu arinie parțială

Arinia sau absența congenitală a nasului, agenezia nasului (Din greaca a = absența + rhin  = nas) este definită ca o lipsă congenitală a nasului. Este o malformație congenitală foarte rară, aproximativ 29 de cazuri au fost raportate în literatura de specialitate. 

## Patologie
Arinia este definită ca absența completă sau parțială a nasului și este asociată cu absența oaselor nazale, plăcii ciuruite a osului etmoid și a septului nazal. Sinusurile paranazale și sistemul olfactiv (tractul și  bulbul olfactiv) sunt adesea absenți; sunt constatări comune o boltă palatină arcuită ridicată, o hipoplazie a maxilarului superior și un hipertelorism.
Aceasta anomalie face parte din spectrul holoprozencefaliei, a cărei formă cea mai severă este ciclopia cu un ochi median unic și cu un singur prosencefalon unicameral.

## Tabloul clinic
Din punct de vedere clinic, arinia la sugari se manifestă print-un detresă respiratorie neonatală legată de faptul că nou-născuții sunt respiratori nazali obligatorii. Apare o cianoză asociată cu alimentația. Copiii mai mari pot înghiți alimentele între respirații, cea ce este menționată ca o "alimentație canină." Vorbirea este caracteristic hipernazală și există o hiposmie. La examenul fizic, se constată absența nasului extern, septului nazal și a sinusurilor. Sunt adesea asociate anomalii ale sistemului nervos central.  În ciuda anomaliilor cerebrale descrise, dezvoltarea psihomotorie poate fi normală. Pot fi, de asemenea, asociate anomalii ale ochiului, inclusiv anoftalmia sau hipoplazia orbitelor.
Examinările radiologice pun în evidență o agenezie a oaselor nazale, o absență totală a cavității nazale, care este înlocuită cu o masă osoasă. Sinusurile maxilare sunt absente, sacii lacrimali sunt prezenți, dar căile lacrimale pot fi obstruate.

## Etiologie
Anormalitățile embriologice sunt cauzate probabil de eșecul placodelor nazale de a se invagina în timpul săptămânii a cincea a dezvoltării fetale.
Arinia este, în general, sporadică și poate să apară fie ca un defect izolat sau în asociere cu alte anomalii faciale și cerebrale. Au fost, de asemenea rapoarte asociații cu afecțiuni genetice, cum ar fi trisomia 10, trisomia 13, și trisomia 21, precum și inversiunea cromozomul 9 și translocarea cromozomului 3 și 12. Cele mai multe cazuri raportate sunt sporadice, deși cazuri familiale cu o moștenire dominantă au fost descrise.

## Tratament
Corecția chirurgicală este adesea amânată până la vârsta preșcolară, cu excepția cazului în care problemele cu alimentația sunt severe.  Stabilirea unei canule Guedel poate permite să amâne o traheotomie. Alimentație este inițial asigurată printr-o sondă nasogastrică sau o gastrostomie. 
Intervenția chirurgicală implică atât corectarea palatului arcuit ridicat cât și reconstrucția nasului extern. Chirurgia este adesea efectuată în mai multe etape, folosind tehnici, cum ar fi lambouri frontale, grefe costale și expansiuni tisulară.

## Clasificația Internațională a Maladiilor
Clasificația Internațională a Maladiilor (CIM), revizia a 10-a: Q30.1 